# Акустоконцентраційний ефект
Акустоконцентраційний ефект — зміна концентрації носіїв заряду поблизу поверхні напівпровідникового зразка під дією стаціонарного акустичного потоку, що розповсюджується в ньому. Є прямим наслідком збільшення кількості носіїв звуковою хвилею.